# USS Craven (DD-70)
USS Craven (DD-70), là một tàu khu trục của Hải quân Hoa Kỳ thuộc lớp Caldwell được chế tạo trong giai đoạn Chiến tranh Thế giới thứ nhất. Được cho ngừng hoạt động không lâu sau khi chiến tranh kết thúc, nó được huy động trở lại khi Chiến tranh Thế giới thứ hai nổ ra, và được chuyển cho Hải quân Hoàng gia Anh dưới tên gọi HMS Lewes (G68). Nó hoạt động cho đến hết chiến tranh, và bị đánh đắm ngoài khơi Sydney, Australia vào ngày 25 tháng 5 năm 1946.

## Thiết kế và chế tạo
Là chiếc tàu chiến thứ hai của Hải quân Mỹ được đặt tên theo Trung tá Hải quân Tunis Craven (1813–1864), Craven được đặt lườn tại Xưởng hải quân Norfolk vào ngày 20 tháng 11 năm 1917. Nó được hạ thủy vào ngày 29 tháng 6 năm 1918, được đỡ đầu bởi Bà F. Learned, con gái Trung tá Craven, và được đưa ra hoạt động vào ngày 19 tháng 10 năm 1918 dưới quyền chỉ huy của Hạm trưởng, Thiếu tá Hải quân M. B. McComb.

## Lịch sử hoạt động

### Phục vụ cùng Hải quân Hoa Kỳ
Craven tiến hành các chuyến đi doc theo bờ Đông Hoa Kỳ và tại vùng biển Caribe để huấn luyện, cơ động và thực hành ngư lôi cho đến ngày 3 tháng 5 năm 1919, khi nó khởi hành từ New York đi vịnh Trepassey, Newfoundland. Tại đây, chiếc tàu khu trục phục vụ như là trạm trinh sát thời tiết và cột mốc dẫn đường cho chuyến bay đầu tiên của chiếc thủy phi cơ hải quân NC-4 vượt Đại Tây Dương. Sau khi được đại tu, Craven tham gia các cuộc thử nghiệm pháo của Lục quân tại Fort Story, Virginia cũng như các chuyến đi ở khu vực Hampton Roads, Virginia; Fall River, Massachusetts và Newport, Rhode Island, cho đến khi được đưa về lực lượng dự bị tại Philadelphia, Pennsylvania vào ngày 10 tháng 10 năm 1919.
Hoạt động với một thủy thủ đoàn rút gọn, Craven đi đến Charleston, South Carolina vào ngày 10 tháng 2 năm 1921. Nó tiến hành những chuyến đi vận chuyển giữa Charleston và Jacksonville, Florida, cũng như tham gia các cuộc cơ động hạm đội ngoài khơi Virginia và trong vịnh Narragansett. Đi đến Philadelphia vào ngày 29 tháng 3 năm 1922, Craven được cho ngừng hoạt động vào ngày 15 tháng 6 năm 1922. Vào ngày 12 tháng 11 năm 1939, vẫn trong tình trạng bị bỏ không, nó được đổi tên thành Conway, được đặt theo William Conway.

### Phục vụ cùng Hải quân Hoàng gia Anh
Được cho hoạt động trở lại vào ngày 9 tháng 8 năm 1940, Conway đi đến Halifax, Nova Scotia vào ngày 17 tháng 10. Tại đây nó được chuyển giao cho Anh Quốc vào ngày 23 tháng 10 năm 1940 theo Thỏa thuận đổi tàu khu trục lấy căn cứ giữa Anh Quốc và Hoa Kỳ. Nó được đưa ra phục vụ cùng Hải quân Hoàng gia Anh dưới tên gọi HMS Lewes (G68), theo tên Lewes ở East Sussex.
Lewes khởi hành từ Halifax vào ngày 1 tháng 11 và đi đến Belfast, Bắc Ireland vào ngày 9 tháng 11, truy lùng chiếc thiết giáp hạm bỏ túi Đức Admiral Scheer trên đường đi. Nó được tái trang bị tại Plymouth, Anh, và được lệnh ở lại đây dưới quyền chỉ huy của Tổng tư lệnh Plymouth. Lewes bị hư hại nặng do các cuộc không kích của đối phương vào các ngày 21-22 tháng 4 năm 1941, nên nó ở trong tình trạng không hoạt động cho đến tháng 12, khi nó gia nhập Hạm đội Nhà. Vào tháng 2 năm 1942, nó tham gia Lực lượng hộ tống Rosyth làm nhiệm vụ hộ tống các đoàn tàu vận tải đi lại giữa Thames và Firth of Forth, Scotland. Trong các ngày 9-10 tháng 11 năm 1942, nó đối đầu với các tàu E-boat Đức tấn công đoàn tàu vận tải của nó ngoài khơi Lowestoft. Sau đó Lewes hộ tống một đoàn tàu vận tải chuyển quân về hướng Trung Đông, đi đến Simonstown thuộc Nam Phi vào ngày 18 tháng 5 năm 1943. Ngoài việc phục vụ như là tàu mục tiêu cho việc huấn luyện máy bay, chiếc tàu khu trục còn truy tìm tàu ngầm đối phương được báo cáo xuất hiện chung quanh mũi Hảo Vọng.
Sang năm 1944, Lewes gia nhập Hạm đội Đông như một tàu tiếp liệu tàu ngầm và tàu mục tiêu thực tập ngư lôi. Nó rời Durban vào ngày 13 tháng 8, đi đến Ceylon một tháng sau đó. Nó được đặt căn cứ tại Trincomalee cho đến tháng 1 năm 1945, khi nó được điều sang Hạm đội Thái Bình Dương như là tàu mục tiêu cho việc huấn luyện máy bay. Đi đến Fremantle, Australia vào ngày 11 tháng 2 năm 1945, nó chuyển đến Sydney vào ngày 20 tháng 2 và ở lại đây cho đến khi cuộc xung đột kết thúc. Đến ngày 12 tháng 10 năm 1945, Lewes được cho là không còn cần thiết cho hạm đội và được đưa vào danh sách loại bỏ. Chiếc tàu khu trục được cho tháo dỡ mọi thứ có giá trị, và nó bị đánh đắm ngoài khơi Sydney vào ngày 25 tháng 5 năm 1946.